# Бахромчатая стеклянная лягушка
Бахромчатая стеклянная лягушка (лат. Cochranella euknemos) — вид бесхвостых земноводных из семейства стеклянных лягушек, обитающий в Южной Америке. Видовое название происходит от греч. euknemos — «с красивыми ногами».

## Описание
Это небольшие лягушки, размер самцов 21—25 мм, самок — 25—32 мм. Голова округлая при виде сверху, морда длинная с тупым профилем. Ноздри расположены поперечно и подняты вверх. Язык небольшой и круглый. Глаза круглые, диаметром в два раза больше барабанной перепонки, зрачок горизонтальный эллиптический. У самцов присутствуют парные голосовые щели. Горло и грудь гладкие, у самцов морщинистые на горловом мешке. Брюхо и бёдра с внутренней стороны очень зернистые.
Диски-присоски широкие и усечённые на передних пальцах, маленькие и круглые на задних. Перепонки умеренного размера, присутствуют на всех пальцах. Внутренние части ладоней и пальцев гладкие, мясистые с боковыми полями. Ладонный бугорок гладкий и круглый, локтевой бугорок удлинённый. Отличительной особенностью вида является наличие хорошо развитой мясистой бахромы на заднем и внутреннем краях предплечий, кистей и задних конечностей. Ниже клоаки отчётливый бахромчатый гребень образует 2 приподнятых бугорка и ряд мелких бугорков.
Окрас спины тёмно-сине-зелёный со множеством жёлто-белых и ярко-жёлтых пятен. По краям губ и лап проходит белая кайма. Вокруг клоаки белый орнамент. Брюшная сторона бледно-жёлто-белая и прозрачная. Радужка цвета слоновой кости. Кости зелёные из-за присутствия биливердина.

## Образ жизни
Населяет влажные низменные, предгорные и горные леса. Встречается на кустарниках и деревьях вдоль лесных ручьёв на высотах от 100 до 1940 м над уровнем моря. Питается мелкими насекомыми.

## Размножение
Это яйцекладущая лягушка. Брачный период приходится на сезон дождей, с августа по октябрь. Самцы поют призывая самок с низких деревьев или кустарников, нависающих над быстротекущими ручьями. Трель состоит из одного, двух или трёх быстро повторяющихся и размытых по качеству звуков, похожих на «крип, крип, крип». Студенистые яичные массы откладываются на кончики листьев нависающих над потоком таким образом, чтобы брызги воды попадали на кладку и увлажняли её. Яйца черно-белые. Кладка охраняется до тех пор, пока головастики не достигнут 24 мм в размере. Головастики имеют длинные хвосты, удлинённые тела и бледную окраску.

## Распространение
Ареал простирается от центральной Коста-Рики (провинция Сан-Хосе) через Панаму в западную Колумбию (департаменты Чоко, Антиокия и Рисаральда).